# Be'eri
Pour les articles homonymes, voir Beeri.
Be'eri, en hébreu : בְּאֵרִי, est un kibboutz créé le 6 octobre 1946 dans le Néguev du nord, en Israël. 

## Géographie
Be'eri est situé dans le district sud d'Israël, à 5 km à l'est de la frontière avec la bande de Gaza. Il fait partie du conseil régional d'Eshkol.

## Histoire
Be'eri fait partie des onze kibboutzim installés dans le Néguev le 6 octobre 1946, à quelques kilomètres au sud de l'ancien emplacement de Be'erot Yitzhak. Ses fondateurs étaient des membres du mouvement Hanoar Haoved Véhalomed. Il est appelé d'après Berl Katznelson, car Be'eri était son nom littéraire.
En 1947, Be'eri avait une population de 150 habitants. Avant la guerre israélo-arabe de 1948, les colons étaient engagés dans la récupération des terres et la plantation d'arbres. Le groupe a été agrandi par un certain nombre de jeunes gens d'Irak qui sont arrivés par le trek du désert. Selon un rapport du Fonds national juif en 1949, pendant de nombreux mois, le Kibboutz a été complètement isolé, mais les colons ont tenu leur terrain jusqu'au contrôle militaire entier du Néguev par Israël en octobre 1948.
Après l'indépendance israélienne en mai 1948, le kibboutz est déplacé à trois kilomètres au sud-est jusqu'à son emplacement actuel. Il a traditionnellement été l'un des kibboutzim les plus riches d'Israël. Cependant, depuis le début de la Deuxième Intifada, il a subi des attaques de roquettes, le kibboutz se situe à huit kilomètres de Gaza.
Le kibboutz a accueilli de nombreux bénévoles au cours des années, y compris Michele Bachmann, qui y a travaillé en 1974.
Le kibboutz tire la majorité de ses revenus de travaux d'imprimerie. En 2023, il est l'un des seuls à respecter les règles collectivistes initiales, malgré quelques aménagements.

## Massacre
Le 7 octobre 2023, le kibboutz est assailli lors de l'attaque du Hamas contre Israël. Presque une centaine d'habitants sont massacrés et des otages sont enlevés et conduits dans la bande de Gaza,.
Les habitants sont évacués vers des hôtels de la Mer morte, puis dans un autre kibboutz à 49 km de Be'eri. L'avenir de la communauté est incertain.